# شاگرد اولی‌ها
شاگرد اولی‌ها یک نمایش تلویزیونی محصول سال ۱۳۶۵ به کارگردانی غلامحسین لطفی، و نویسندگی محمدکاظم اخوان  می‌باشد که در دههٔ فجر ۱۳۶۵ از برنامه کودک و نوجوان شبکه ۲ پخش شد.

## خلاصه داستان
شاگرد اولی‌ها نام نمایشی بود که در آن حسین محب اهری در نقش یک پادشاه دیوانه بود که فرزندان «بَه‌بَه میرزا» و «چَه‌چَه میرزا» خود را به مکتب گذاشته بود تا درس بخوانند اما …

## بازیگران
- حسین محب‌اهری در نقش سلطان قل‌قل میرزای دوم
- منصور والامقام در نقش جامه‌دار
- حسن دادشکر در نقش به‌به میرزا
- حمید عبدالملکی در نقش چه‌چه میرزا
- بهروز هنربخش در نقش استاد
- محمود نزهت‌سرشت در نقش خواجه برهان